# Desmia trimaculalis
Desmia trimaculalis là một loài bướm đêm trong họ Crambidae.